# Puparium
Puparium ist der biologische Fachausdruck für die erhärtete Haut der letzten Larve eines Insekts; vielfach wird dieser Begriff auch für die Puppenhülle gebraucht. Der Begriff kommt vom lateinischen pupa. Dies bedeutet auf Deutsch Puppe. Der Begriff Puparium wurde nachweisbar das erste Mal 1815 verwendet.

## Weblink
- Erläuterung des Begriffs Puparium bei merriam.webster.com (englisch), abgerufen am 30. März 2013